# Publius Metilius Nepos (Konsul 91)
Publius Metilius Nepos war ein im 1. Jahrhundert n. Chr. lebender römischer Politiker.
Nepos war im letzten Nundinium des Jahres 91 zusammen mit Quintus Valerius Vegetus Suffektkonsul. Durch zwei Militärdiplome ist belegt, dass er 97 Statthalter der Provinz Britannia war.